# Fallen Is Babylon
Fallen Is Babylon è un album del gruppo reggae giamaicano Ziggy Marley and the Melody Makers, pubblicato dalla Elektra Entertainment nel 1997.
L'album vince il Grammy Award come Best Reggae Album.

## Tracce
1. Fallen Is Babylon - 4:14 (Testi: Marley)
2. Everyone Wants to Be - 3:45 (Testi: Marley, Marley)
3. People Get Ready - 4:38 (Testi: Mayfield)
4. Postman - 3:50 (Testi: Marley)
5. Brotherly Sisterly Love - 3:27 (Testi: Marley)
6. Born to Be Lively - 5:37 (Testi: Marley, Marley, Marley)
7. Long Winter - 4:18
8. I Remember - 3:47 (Testi: Marley)
9. Day by Day - 5:24 (Testi: Marley)
10. Five Days a Year - 3:37 (Testi: Marley)
11. Notice - 4:08 (Testi: Marley)
12. Diamon City - 4:52 (Testi: Marley)
13. Jah Bless - 4:00 (Testi: Ford, Marley)
14. People Get Ready - 3:53 (Testi: Mayfield)